# Поет із пекла (Тодось Осьмачка)
«Поет із пекла» (Тодось Осьмачка) — художньо-біографічний роман українського прозаїка, критика, літературознавця, публіциста Михайла Слабошпицького. Вперше опублікований у 2003 році видавництвом «Ярославів вал». За цей роман у 2005 році прозаїк був відзначений Шевченківською премією .

## Сюжет
М. Слабошпицький розповідає історію Тодося Осьмачки — визначного українського письменника та поета, відомого повістю «Старший боярин». Як зазначив сам автор в анотації: «У цій книзі йдеться про Осьмачку-легенду й Осьмачку-реальність, які так важко розмежувати».
Сюжет охоплює всі періоди життя Тодося Осьмачки. На початку автор коротко розповідає про дитинство, сім'ю, навчання та вчителювання. У 20-х роках розпочинається  літературна діяльність Осьмачки. Він був членом «АСПИС», «Ланка», яку пізніше перейменували на «МАРС». Але йому припало жити в часи ідеологічного тиску на письменників. Після декількох невдалих спроб втечі Осьмачка зміг виїхати в Західну Європу. В еміграції він бере участь у розбудові МУРу, завершує роботу над поемою «Поет», збагачує свій літературний доробок поетичними збірками та прозовими творами («Старший боярин», «План до двору», «Ротонда душогубців»). В останніх розділах роману, один з яких М. Слабошпицький присвятив жіночому оточенню Тодося Осьмачки, описується життя на чужині, де й письменник помирає.

## Підґрунтя
У романі використано факти біографії, а також спогади й свідчення В. Біляїва, О. Вітер, Д. Гуменної, М. Кейван, Г. Костюка, В. Покальчука ("Тодось Осьмачка. Фрагмент спогадів"), С. Старова, Ю. Стефаника, О. Тарнавського й багатьох інших.

## Літературне значення
Віталій Дончик, український літературознавець, член-кореспондент НАН України, описує біографічний роман «Поет із пекла» так:
«Але в тому й удалий хід автора книжки, що його Осьмачка постає на перехресті безлічі різноманітних зв'язків — життєвих, особистісних, творчих, солідарних і контроверсійних, виразних, документально засвідчених і віддалених на рівні перегуків, настроїв і мотивів, чи взагалі прокреслених самим автором між різними художніми світами. Книжка, крім того, насичена і реаліями, фактами, деталями контексту літературного і суспільного життя. Кожен період — бурхливі, багаті на творчі спалахи 20-ті роки, макабричні роки тоталітарної згуби, війна й повоєння — поневіряння героя в Європі, Америці — має свій колорит, свою барву, свої проблеми, які терзали душу Осьмачки, який постійно тікав од них.»